# Roger Bens
Roger Bens (Parijs, 1958) is een Frans zanger.

## Biografie
Bens werd in 1958 geboren in de Franse hoofdstad, en begon te zingen in een kerkkoor. In 1984 nam hij samen met de band Victoire deel aan de Franse preselectie voor het Eurovisiesongfestival. Met het nummer On n'est pas rock, on n'est pas jazz eindigt hij op de zesde plaats. Een jaar later waagde hij opnieuw zijn kans, ditmaal solo. Met het nummer Femme dans ses rêves aussi wist hij de voorronde overtuigend te winnen, waardoor hij zijn vaderland mocht vertegenwoordigen op het Eurovisiesongfestival 1985, dat gehouden werd in de Zweedse stad Göteborg. Daar eindigde hij op de tiende plaats.
1956: Mathé Altéry + Dany Dauberson · 
1957: Paule Desjardins · 
1958: André Claveau · 
1959: Jean Philippe · 
1960: Jacqueline Boyer · 
1961: Jean-Paul Mauric · 
1962: Isabelle Aubret · 
1963: Alain Barrière · 
1964: Rachel · 
1965: Guy Mardel · 
1966: Dominique Walter · 
1967: Noëlle Cordier · 
1968: Isabelle Aubret · 
1969: Frida Boccara · 
1970: Guy Bonnet · 
1971: Serge Lama · 
1972: Betty Mars · 
1973: Martine Clémenceau · 
1975: Nicole Rieu · 
1976: Catherine Ferry · 
1977: Marie Myriam · 
1978: Joël Prévost · 
1979: Anne-Marie David · 
1980: Profil · 
1981: Jean Gabilou · 
1983: Guy Bonnet · 
1984: Annick Thoumazeau · 
1985: Roger Bens · 
1986: Cocktail Chic · 
1987: Christine Minier · 
1988: Gérard Lenorman · 
1989: Nathalie Pâque · 
1990: Joëlle Ursull · 
1991: Amina · 
1992: Kali · 
1993: Patrick Fiori · 
1994: Nina Morato · 
1995: Nathalie Santamaria · 
1996: Dan Ar Braz & Héritage des Celtes · 
1997: Fanny · 
1998: Marie Line · 
1999: Nayah · 
2000: Sofia Mestari · 
2001: Natasha Saint-Pier · 
2002: Sandrine François · 
2003: Louisa Baïleche · 
2004: Jonatan Cerrada · 
2005: Ortal · 
2006: Virginie Pouchain · 
2007: Les Fatals Picards · 
2008: Sébastien Tellier · 
2009: Patricia Kaas · 
2010: Jessy Matador · 
2011: Amaury Vassili · 
2012: Anggun · 
2013: Amandine Bourgeois · 
2014: Twin Twin · 
2015: Lisa Angell · 
2016: Amir · 
2017: Alma · 
2018: Madame Monsieur · 
2019: Bilal Hassani · 
2021: Barbara Pravi · 
2022: Alvan & Ahez · 
2023: La Zarra · 
2024: Slimane · 
2025: Louane